# Fayetteville (Georgia)
Fayetteville város az USA Georgia államában, Fayette megyében, melynek megyeszékhelye is. Lakosainak száma 18 957 fő (2020. április 1.).

## Népesség
A település népességének változása:
| Lakosok száma | 138  | 15 945 | 18 957 |
|               | 1880 | 2010   | 2020   |